# Sodoma

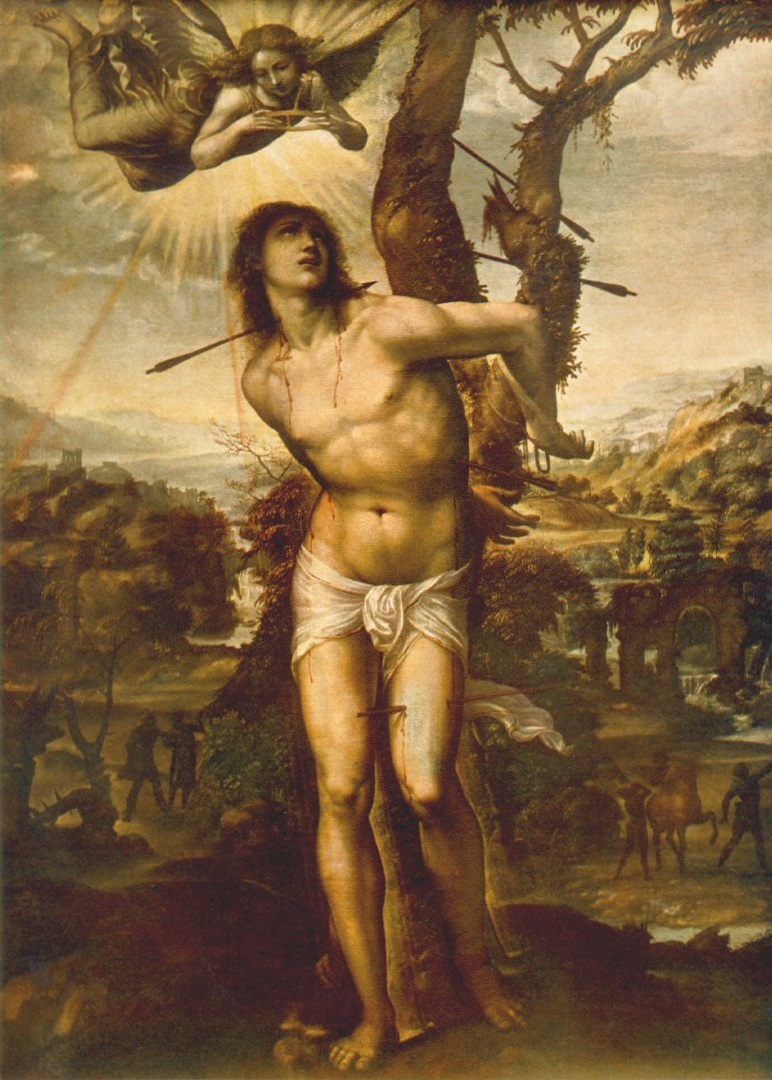
Den helige Sebastian (1525). Galleria Palatina (Palazzo Pitti), Florens.

Sodoma eller Il Sodoma (egentligen Giovanni Antonio Bazzi), född 1477 i Vercelli, död 15 februari 1549 i Siena, italiensk målare, tillhörig Sienaskolan.
Enligt Vasari, som tydligen avskydde honom, fick han sitt namn på grund av sin homosexualitet. Han använde det emellertid i sin signatur. 
År 1498 reste Sodoma till Milano där han tog starka intryck av Leonardo da Vinci, och 1501 till Siena. Hans verk där omfattar en svit fresker som påbörjats av Signorelli i klostret Monte Oliveto och den märkliga Sankta Katarinas stigmatisering i kyrkan San Domenico. 
År 1508 kallades Sodoma till Rom för att i Vatikanen måla ett av påvens privatrum, Stanza della Segnatura. År 1512 kom han till Rom en andra gång och utförde då åt bankiren Agostino Chigi den berömda Alexanderfresken i Villa Farnesina. 

## Den helige Sebastian
Denna målning på duk, som prisas av Vasari, är dubbelsidigt målad med den helige Sebastian på framsidan och Madonnan med helgon på baksidan. Den användes ursprungligen som processionsfana av Confraternita di San Sebastiano ("Sankt Sebastians brödraskap") i Camollia nära Siena. Konstverket tillkom under Sodomas senare verksamhetsperiod. Figurerna kännetecknas av plastisk kroppslighet och landskapet i fonden av en detaljerad berättarstil. Typisk för Sodomas måleri är även den förklarade blicken hos huvudpersonen samt figurerna som befinner sig i halvdunkel.

## Verk i urval
- Alexander den store förmälning med Roxane (1512–1515), Villa Farnesina, Rom
- Den helige Sebastian (1525)
- Kristus i helvetets förgård (cirka 1530–1534)
- Abrahams offer (1542)